# Teoría de las botas

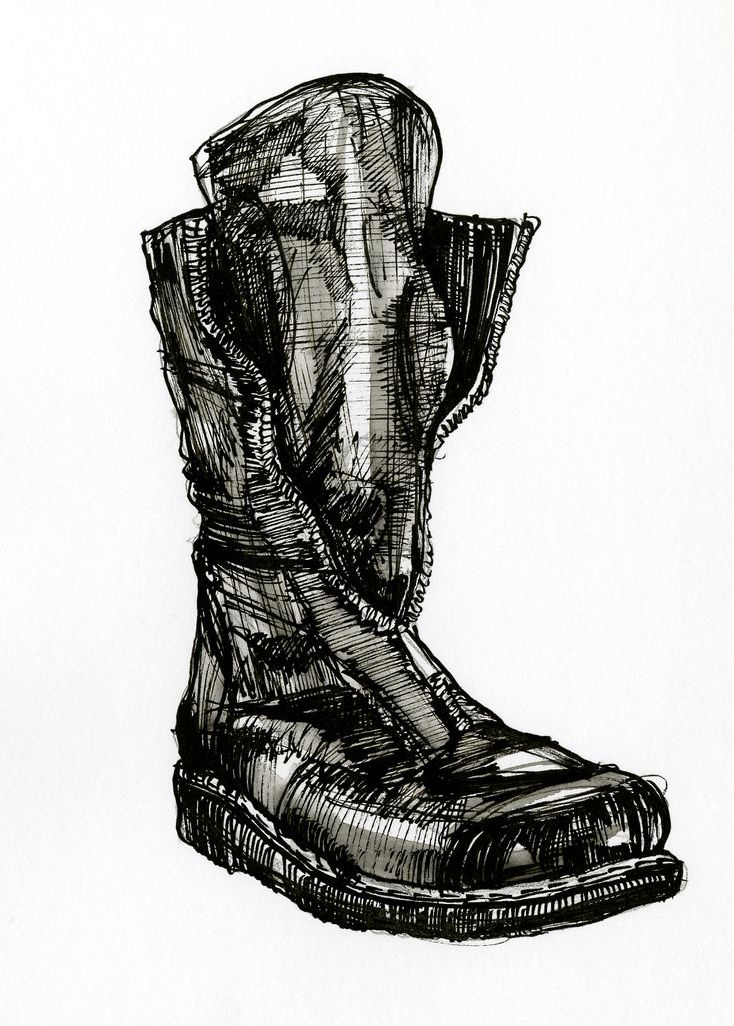
Un boceto de una bota.

La teoría de las "botas" de injusticia socioeconómica de Sam Vimes, a menudo llamada simplemente la teoría de las botas, es una teoría económica según la cual las personas que viven en la pobreza tienen que comprar productos baratos y de calidad inferior que deben reemplazarse repetidamente, lo que resulta a largo plazo más caro que haber comprado productos de mayor calidad. El término fue popularizado por el escritor de fantasía inglés Sir Terry Pratchett en su novela del universo Mundodisco de 1993, Hombres de Armas. En la novela, Sam Vimes, el capitán de la Guardia de la Ciudad de Ankh-Morpork, ilustra el concepto con el ejemplo de las botas.
La teoría se ha citado con respecto a los análisis de los precios de las botas, los precios de la gasolina y las condiciones económicas en el Reino Unido. En 2022, el activista británico Jack Monroe recibió permiso del patrimonio de Terry Pratchett para usar el nombre Vimes Boots Index (VBI, "Indice de las Botas de Vimes") para un índice de precios que mediría el costo de los alimentos básicos más baratos.

## Concepción
En la serie de novelas Mundodisco de Terry Pratchett, Sam Vimes es el cínico capitán de la Guardia de la ciudad de la ciudad-estado ficticia de Ankh-Morpork. En la novela de 1993 Hombres de armas, la segunda novela que se centra en City Watch a través de la perspectiva de Vimes, Pratchett presenta la "teoría de las 'Botas' de Vimes de la injusticia socioeconómica" a través de Vimes, reflexionando sobre lo caro que es ser pobre:
"La razón porque los ricos eran ricos, razonaba Vimes, era que se las arreglaban para gastar menos dinero. Tomemos el caso de las botas, por ejemplo. Él ganaba treinta y ocho dólares al mes más complementos. Un par de botas de cuero realmente buenas costaba cincuenta dólares. Pero un par de botas, las que aguantaban más o menos bien durante una o dos estaciones y luego empezaban a llenarse de agua en cuanto cedía el cartón, costaban alrededor de diez dólares. Aquella era la clase de botas que Vimes compraba siempre, y las llevaba hasta que las suelas se quedaban tan delgadas que le era posible saber en qué lugar de Ankh-Morpork se encontraba durante una noche de niebla solo por el tacto de los adoquines. Pero el asunto era que las botas realmente buenas duraban años y años. Un hombre que podía permitirse gastar cincuenta dólares disponía de un par de botas que seguirían manteniéndole los pies secos dentro de diez años, mientras que un pobre solo podía permitirse comprar botas baratas se habría gastado cien dólares en botas durante el mismo tiempo y seguiría teniendo los pies mojados."
En New Statesman, Marc Burrows planteó la hipótesis de que Pratchett se inspiró en la novela de Robert Tressell de 1914 The Ragged-Trousered Philanthropists . En el libro Fashion in the Fairy Tale Tradition, Rebecca-Anne C. Do Rozario argumentó que "los zapatos y la autonomía económica están inexorablemente vinculados" en los cuentos de hadas, citando la teoría de las Botas como "particularmente relevante" y "una metáfora perspicaz de la desigualdad".

## Ejemplos
Desde la publicación de Men at Arms, otros también han hecho referencia a la teoría. En 2013, un artículo de ConsumerAffairs de EE. UU. hizo referencia a la teoría en lo que respecta a la compra de artículos a crédito. En 2016, el blog de izquierda Dorset Eye también publicó un artículo sobre la teoría, dando como ejemplo de su aplicación la escasez de combustible en el Reino Unido, citando un informe de la Oficina de Estadísticas Nacionales (ONS) de 2014 de que aquellos que pagaron por adelantado electricidad—quienes tenían más probabilidades de estar sujetos a la pobreza energética—pagaron un 8% más en sus facturas de electricidad que aquellos que pagaron por débito directo.
En un documento de debate de 2020 para la Fundación de Investigación Social y Política, Sitara Srinivas utilizó la teoría para analizar cómo la moda sostenible es inaccesible en comparación con la moda rápida.  En un artículo titulado "El precio de la pobreza" publicado en Tribune Magazine en 2022, se citó la teoría para explicar la situación económica en el Reino Unido. Los ejemplos proporcionados incluyeron el costo más alto de alquilar en comparación con la propiedad de la vivienda, tasas de interés más altas para préstamos a personas empobrecidas, los efectos de la pobreza alimentaria en el avance educativo y los costos de atención médica.

## Índice de botas de Vimes

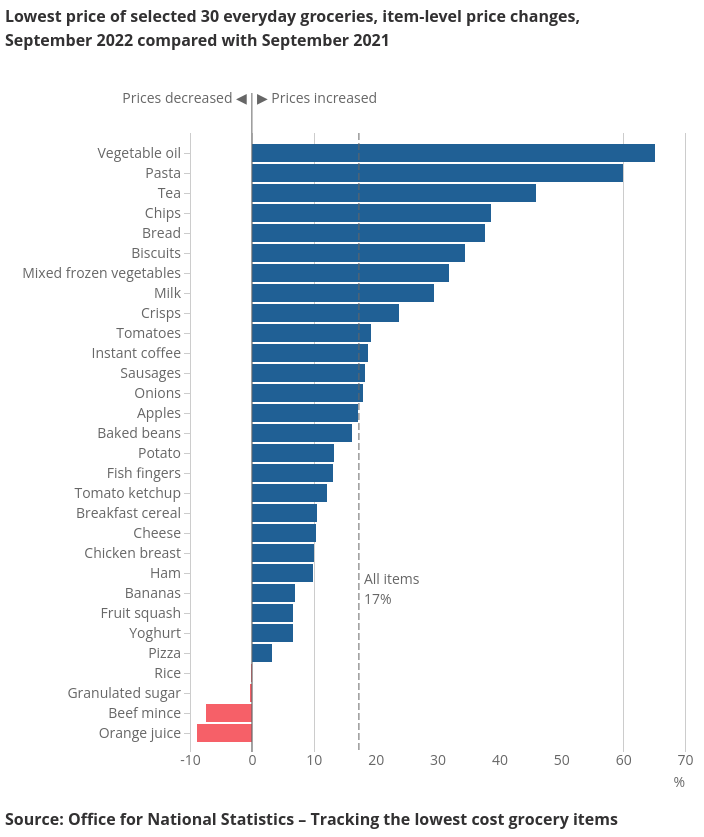
Informe ONS - Precio más bajo de 30 comestibles diarios de septiembre de 2021 a 2022

En enero de 2022, el activista contra la pobreza y periodista gastronómico Jack Monroe escribió un artículo  para The Observer criticando el Índice de Precios al Consumidor (IPC) de la ONS por estimar la tasa de inflación en 5,4%. Monroe argumentó que los alimentos más baratos se habían vuelto más caros y que el IPC "subestima enormemente la verdadera crisis del costo de vida". Como ejemplo, mostró que el precio del arroz en su supermercado local había aumentado un 344 % en el transcurso de un año. Anunció que trabajaría con otros, incluidos economistas, activistas contra la pobreza y ex empleados de la ONS, para compilar el Vimes Boots Index (VBI): un índice de precios que rastrearía "las versiones más básicas de artículos esenciales". El albacea de Pratchett, quien murió en 2015, apoyó la campaña de Monroe y citó a Pratchett para decir: "A veces es mejor encender un lanzallamas que maldecir la oscuridad". La hija de Pratchett, la escritora Rhianna Pratchett, respaldó el índice y dijo que su padre "estaría orgulloso de ver su trabajo utilizado de esa manera".
Poco después del anuncio de Monroe, Mike Hardie, jefe de estadísticas de inflación de la ONS, escribió que "la tasa anual promedio de inflación puede ocultar mucho", ya que las tasas de inflación personal habían experimentado aumentos mayores que la tasa de inflación general.  Dijo que la ONS estaba pasando de usar una lista de 700 artículos ampliamente comprados a recopilar datos anónimos más detallados de las cajas de los supermercados. El ONS había estado trabajando desde 2021 para revisar el IPC, para medir con mayor precisión los cambios en los precios al consumidor. Monroe elogió el cambio y anunció planes para publicar la primera edición del VBI a mediados de febrero de 2022 con la esperanza de utilizar los datos del VBI y el ONS para impulsar "un ingreso decente garantizado". En octubre, la ONS publicó un informe experimental  que midió el cambio en los alimentos básicos de menor precio entre abril de 2021 y septiembre de 2022. Atanu Biswas, escribiendo para The Economic Times, lo describió como "esencialmente el Vimes Boots Index en todo menos en el nombre". El informe encontró que las versiones más baratas de los alimentos básicos estaban subiendo de precio al mismo ritmo que los alimentos en general; El director ejecutivo de la Autoridad de Estadísticas del Reino Unido, el profesor Sir Ian Diamond, dijo: "Realmente estamos viendo que la presión sobre las personas que compran las cosas más baratas es bastante difícil en este momento", pero que las cosas se mantienen ajustadas en lugar de empeorar. Tim Harford, escribiendo en el Financial Times, sugirió que incluso si las tasas de inflación no son más altas para los hogares más pobres, "la inflación los golpea más fuerte" debido a su incapacidad para sustituir los bienes de menor precio por otros más baratos.